# Château des Anglais (Brengues)
Pour les articles homonymes, voir Château des Anglais.
Le château des Anglais est situé sur la commune de Brengues, dans le département du Lot. Le château des Anglais de Brengues est l'archétype du château plaqué contre une paroi rocheuse qui se voit dans les vallées du Lot en amont de Cahors et du Célé.

## Historique
La roque de Brengues est une possession des Barasc de Béduer au XIIIe siècle. Elle appartient ensuite à une branche de la famille de Cardaillac, les Cardaillac-Brengues.
Le haut pan de mur qui subsiste avec des baies et une porte en plein cintre dont les arcs sont constitués de petits claveaux permettent de placer sa construction au XIIe siècle.
À quelques centaines de mètres au sud du château on trouve un pan de mur avec une porte ogivale et une archère cruciforme. Elle a dû être ajoutée en 1347 d'après Valérie Rousset. 
En 1504, d'après le dénombrement du ban et de l'arrière-ban, la seigneurie de Brengues est à Jean de Cardaillac, seigneur de Cardaillac.
Le château est inscrit au titre des monuments historiques depuis le 30 octobre 1925.